# Penisa regulata
Penisa regulata är en fjärilsart som beskrevs av Walker 1861. Penisa regulata ingår i släktet Penisa och familjen nattflyn. Inga underarter finns listade i Catalogue of Life.